# توماس برنارد کالیسون
توماس برنارد کالیسون (انگلیسی: Thomas Bernard Collinson; ۱۷ نوامبر ۱۸۲۱ – ۱ مهٔ ۱۹۰۲) فرد نظامی اهل نیوزیلند بود.